# Canine Ehrlichiose
Die Ehrlichiose der Hunde (auch Tropische Canine Panzytopenie, „Zeckenfieber“) ist eine akute bis chronische Infektionskrankheit, die durch das Bakterium Ehrlichia canis (benannt nach dem deutschen Arzt und Mikrobiologen Paul Ehrlich) verursacht wird. Die klassische, durch Ehrlichia canis hervorgerufene Ehrlichiose ist in den Tropen und Subtropen sowie im Mittelmeerraum („Mittelmeerkrankheit“) endemisch, so dass Hunde vor allem bei Urlaubsreisen in diese Regionen gefährdet sind. Die Erreger befallen die weißen Blutkörperchen (v. a. Monozyten und Lymphozyten). Die Erkrankung wurde erstmals 1935 bei einem Hund in Algerien beobachtet. Während des Vietnamkrieges erkrankten zahlreiche Hunde amerikanischer Soldaten.
Die durch Anaplasma phagocytophilum hervorgerufene „Granulozytäre Ehrlichiose“ wird nach neuerer Systematik als Canine Anaplasmose bezeichnet.

## Erreger und Krankheitsentstehung
Der Erreger der klassischen Ehrlichiose (Mono- und lymphozytäre Ehrlichiose) ist Ehrlichia canis, ein obligat intrazelluläres Bakterium aus der Ordnung der Rickettsien. Vor allem die Braune Hundezecke (Rhipicephalus sanguineus) ist Überträger und Reservoir für E. canis. Die Zecken können den Erreger bis zu fünf Monate beherbergen. Der Erreger ist vermutlich ein primärer Zeckenparasit und befällt Blutkörperchen, Mitteldarmzellen und Speicheldrüsenzellen der Zecke. Hunde sind nur sekundäre Wirte und werden beim Saugakt über den Zeckenspeichel infiziert. Die Übertragung von der Zecke auf den Hund erfolgt relativ schnell, sie kann bereits drei Stunden nach dem Anheften der Zecke erfolgen.
E. canis bindet sich an Oberflächen-Glykoproteine der Monozyten. Über Endozytose gelangt der Erreger in diese Blutzellen und verhindert die Fusion der Endosomen mit Lysosomen und damit seine Vernichtung. In den Zellen kommt es zu einer Vermehrung des Bakteriums in Form einer Zweiteilung. Durch die Infektion unterdrückt E. canis die Abwehrfunktion der Monozyten. Der Körper bildet zwar hohe Antikörperspiegel, diese wirken jedoch nicht schützend. Immunkomplexe und die erhöhte Viskosität des Blutes infolge der erhöhten Gammaglobuline spielen bei der Krankheitsentstehung ebenfalls eine Rolle.
Eine Ehrlichiose kann durch weitere, sogenannte Sekundärinfektionen, z. B. mit Babesien und Hämobartonellose verkompliziert werden. Infektionen des Menschen durch den Erreger kommen vor, allerdings vermutlich nur durch Übertragung durch Zecken, eine Hund-Mensch-Übertragung ist unwahrscheinlich. Inwieweit aufgrund der Ausbreitung dieser Zecke auch in Deutschland autochthone Infektionen vorkommen, ist bislang nicht vollständig gesichert. Es ist aber keineswegs auszuschließen, so dass die Ehrlichiose nicht mehr als typische „Reisekrankheit“ angesehen werden kann.

## Symptome
Die Symptome sind meist unspezifisch und sehr mannigfaltig. Alle Hunderassen, vor allem Welpen, sind betroffen.
Nach einer Inkubationszeit von knapp drei Wochen zeigen die Tiere in der Akutphase ständig wiederkehrendes Fieber, Nasenbluten (Epistaxis), schleimig-eitrigen Nasenausfluss, Erbrechen, Abgeschlagenheit, Atemnot, Schwellung der Lymphknoten (generalisierte Lymphadenopathie) und eventuell zentralnervöse Störungen wie Muskelzucken und Überempfindlichkeit. Die Akutphase dauert etwa zwei bis vier Wochen und kann über Wochen bis Jahre in ein subklinisches Stadium übergehen. In diesem bleiben die Tiere zwar infiziert, zeigen aber keine Symptome. Labordiagnostisch können eine Thrombozytopenie sowie hohe Gammaglobulinspiegel nachweisbar sein.
Nach der symptomfreien Phase beginnt das chronische Stadium mit Blutungen und Ödemen, Abgeschlagenheit, Abmagerung, Blutarmut (Anämie), Milzvergrößerung (Splenomegalie), Gelenkerkrankungen (Polyarthritis) sowie Meningoenzephalitis mit Krämpfen und Paralysen. Das klassische Bild mit stark erhöhter Blutungsneigung tritt jedoch nur etwa in einem Viertel der Fälle auf.

## Pathologie
Pathologisch-anatomisch finden sich zahlreiche kleine Blutungen (Petechien, Ekchymosen) an der Oberfläche innerer Organe. Leber und Milz sind zumeist vergrößert. Die Lymphknoten sind vergrößert und bräunlich verfärbt. Pathohistologisch zeigen Leber und Milz eine lymphoretikuläre Hyperplasie. In der Niere zeigen sich eine Vaskulitis und Plasmazellinfiltrate. In der Lunge kann eine interstitielle Pneumonie auftreten.

## Diagnose
Klinisch ist die Diagnose nicht zu stellen. Differentialdiagnostisch kommen andere Infektionskrankheiten (Babesiose, Hämobartonellose, Borreliose), die auch als Sekundärinfektionen mit einer Ehrlichiose vergesellschaftet sein können, sowie eine immunologisch bedingte Thrombozytopenie in Frage.
Labordiagnostisch können herangezogen werden:
- Erregernachweis aus dem Blut oder in Proben von Lunge und anderen Organen möglich über eine Giemsa-Färbung und Immunfluoreszenztests. Die Monozyten und Lymphozyten zeigen dabei eine typische Morula-Struktur, in der Giemsa-Färbung allerdings nicht sehr zahlreich. Der optimale Nachweis ist 13 Tage nach der Infektion möglich. Die charakteristischen Morulae kommen bei Ehrlichia ewingii-Infekten in neutrophilen und eosinophilen Granulozyten vor.
- Thrombozytopenie, Hyperglobulinämie, Anämie und Neutropenie können die Diagnose unterstützen.
- Über PCR und In situ-Hybridisierung kann E. canis in Geweben nachgewiesen werden.
- Antikörpernachweis im Serum: Ein Titer ist 7–21 nach der Infektion und bis zu 16 Monate nach der Elimination des Erregers nachweisbar.[3] Ein Titer von 1:10 oder höher ist beweisend. In der Frühphase der Infektion kann er negativ sein. Zudem müssen mögliche Kreuzreaktionen, z. B. mit Anaplasma phagocytophilum in Betracht gezogen werden.[5]

## Behandlung
Die Therapie erfolgt durch Antibiotika wie Doxycyclin, Tetracyclin und Oxytetracyclin über zwei Wochen. Seropositive Tiere sollten isoliert werden.
Eine Verhütung kann durch regelmäßige Kontrolle und sofortige Entfernung von Zecken bzw. durch den Einsatz von zeckenabwehrenden(z. B. Permethrin) oder zeckenabtötenden Wirkstoffen wie Fluralaner erfolgen.